# Peter Böhme (Ingenieur)
Peter Böhme (* 10. Juni 1936 in Freiberg, Sachsen) ist ein deutscher Ingenieur und ehemaliger Hochschullehrer.

## Leben
Peter Böhme stammt aus einer Unternehmerfamilie aus Großhartmannsdorf im Erzgebirge. Von 1950 bis 1954 besuchte er das Gymnasium in Freiberg. Da er in der DDR als Sohn eines Unternehmers zunächst keinen Studienplatz erhielt, nahm er zur Überbrückung eine Lehre als Bau- und Möbeltischler auf, die er 1956 vorzeitig mit dem Facharbeiter-Abschluss beenden konnte. Im gleichen Jahr wurde er dann an der Technischen Hochschule Dresden (später TU) immatrikuliert. Er belegte an der Fakultät Maschinenwesen das Fachgebiet Holz- und Faserwerkstofftechnik. 1961 schloss er sein Studium mit dem Diplom ab und nahm eine Tätigkeit am Forschungsinstitut für Holztechnologie in Dresden auf, mit der festen Absicht, später einmal den elterlichen Betrieb übernehmen zu können. Dieses Ziel zu erreichen blieb ihm durch die vollständige Enteignung der privaten Industrie unter Honecker im Jahre 1972 verwehrt.
1966 wurde Böhme an der TU Dresden zum Dr.-Ing. promoviert; 1969 habilitierte er sich an gleicher Stelle zum Dr.-Ing. habil. 1977 erhielt Böhme den „Nationalpreis der DDR III. Klasse für Wissenschaft und Technik“ im Kollektiv. 1981 wurde ihm die Facultas Docendi erteilt. Böhme übernahm nach seiner Habilitierung nebenamtlich umfangreiche Lehraufträge an der TU Dresden und TH Karl-Marx-Stadt (heute TU Chemnitz). Von 1970 bis 1989 leitete er den Zentralen Fachausschuss „Dekorfolie“ bei der Kammer der Technik (KdT).
1985 wurde Böhme zum Honorardozenten für Veredelung von Holz- und Faserwerkstoffen an die TU Dresden berufen. Ab 1984 war er am Institut für Holztechnologie Bereichsdirektor für Werkstoffentwicklung und -anwendung. 1989 wechselte er in seine alte Heimat und reprivatisierte den unter Honecker enteigneten elterlichen Betrieb, ohne seine bereits jahrzehntelang ausgeübte Lehrtätigkeit aufzugeben. 1991 gründete Böhme in Dresden mit Gleichgesinnten einen der ersten Lions Clubs in den Neuen Bundesländern und wurde zu dessen Gründungspräsidenten gewählt. 1995 verlieh ihm die Technische Universität Dresden den Titel Privatdozent. 1996 wurde er als Honorarprofessor an die Fachhochschule Eberswalde berufen. Nach seiner Verabschiedung aus dem aktiven Lehrbetrieb im Jahre 2001 wurde von der Hochschulleitung gem. § 52 (2) BbgHG entschieden, dass er den Titel „Honorarprofessor“ auch nach seiner Verabschiedung weiter führen darf.
Zu DDR-Zeiten gehörte er seit 1954 der Liberal-Demokratischen Partei Deutschlands (LDPD) an. Böhme hat drei Kinder. Er lebt mit seiner Frau in zweiter Ehe in Dresden.

## Werke
Böhme veröffentlichte 85 wissenschaftliche Arbeiten, schrieb mehrere Fachbücher und verfügte in der DDR über 150 Patente.

### Fachbücher
- Industrielle Oberflächenbehandlung von plattenförmigen Werkstoffen aus Holz. Fachbuchverlag Leipzig, 1980. Lizenzausgabe für die damalige Sowjetunion, Moskau, 1982.
- Industrielle Oberflächenbehandlung von Formteilen aus Holz. DRW-Verlag Stuttgart 1984, ISBN 3-87181-334-6.
- Dekorfolien. Fachbuchverlag Leipzig, 2. neubearbeitete Auflage 1988, ISBN 3-343-00400-6.

### Autobiografisches
- Die Heidemühle. Höhen und Tiefen einer sächsischen Unternehmerdynastie im 20. Jahrhundert. Selbstverlag, 2002.
- Hölzernes und Heimliches. Kindheitserinnerungen. Selbstverlag 2003.
- Asbestalarm. Eine unglaubliche Geschichte. Selbstverlag, 2007.
- Mein wissenschaftlicher Werdegang als Blockflöte. Selbstverlag, 2011.